# ケリング
ケリング（フランス語: Kering S.A.）は、パリに本社を置くフランスの高級品コングロマリット。主にイヴ・サンローランやイタリアの高級ブランドであるグッチなど、ヨーロッパのファッションや宝飾関連のブランドを多数所有している。
LVMH、リシュモンと並ぶファッション業界大手企業体の一つとされる。

## 概要

PPRのロゴ

フランスの流通大手企業体「ピノー・プランタン・ルドゥート」（Pinault-Printemps-Redoute : PPR）の組織改編・商号変更により2013年に設立された（創業は1963年）。初代CEOは改編前と同じフランソワ・アンリ・ピノー。
ケリングはアパレルとアクセサリーのカテゴリーにおけるグローバルリーダーであり、グッチを中心に強力なブランドのポートフォリオを構築している。
巨大グループとしての総力やリソース、財務上のサポートとシナジー効果により、買収したブランドの成長とグローバル展開をサポートしている。
日本法人は株式会社ケリングジャパンであり、東京都渋谷区神宮前（ケリングビル）にオフィスを持つ。

### 歴史
保有企業は商号変更以前と変わっていないため、ここでは旧商号時代を中心に記載する。
旧グッチ・グループ
- 1998年 - バレンシアガを買収。
- 2000年 - ブシュロンを買収。
- 2001年 - イヴ・サンローラン、ボッテガ・ヴェネタを買収。

PPRグループ→ケリング
- 1963年 - ピノー・グループとして創業。当初は木材取引を主な事業としていた。
- 1991年 - プランタンを買収し、グループ名を「ピノー・プランタン・ルドゥート（PPR）」に変更。
- 1999年 - グッチとそのグループ傘下企業を買収。
- 2005年 - フランソワ＝アンリ・ピノーがCEOに就任。
- 2006年 - プランタンを売却。
- 2007年 - プーマを買収。
- 2008年 - 時計メーカーを傘下に保有するソーウィンド・グループに資本参加。
- 2011年 - ソーウィンド・グループを買収。ジラール・ペルゴ、ジャンリシャールを傘下に保有。
- 2012年 - ブリオーニを買収し、商号をケリングと変更。
- 2013年 - リチャードジノリを買収。
- 2014年 - ユリスナルダンを買収。
- 2018年 - プーマ株の70％を同社株主に現物分配。ステラ・マッカートニー、ボルコムを売却。
- 2019年 - クリストファー・ケイン(英: Christopher Kane)を売却。
- 2022年 - ソーウィンドグループの株式をジラール・ペルゴ及びユリスナルダンのパトリック・プルニエCEOらにすべて売却（マネジメント・バイアウト）。

### 保有企業
アパレル・小物（靴、バッグなど）
- アレキサンダー・マックイーン
- バレンシアガ
- ボッテガ・ヴェネタ
- ブリオーニ
- グッチ
- サン・ローラン

高級宝飾品・時計類
- ベダ&カンパニー - 2006年に大部分の株をマレーシアの企業グループに売却し関連は薄くなっている。
- ブシュロン
- ポメラート
  - ドド

- キーリン

その他
- リチャードジノリ (陶磁器)